# Marion Fairfax

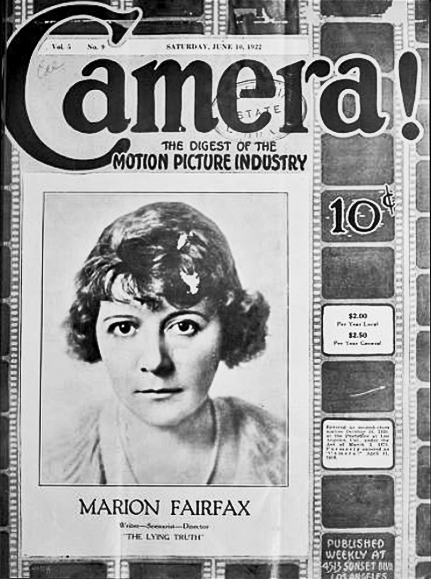
Marion Fairfax en la portada de una revista en 1922

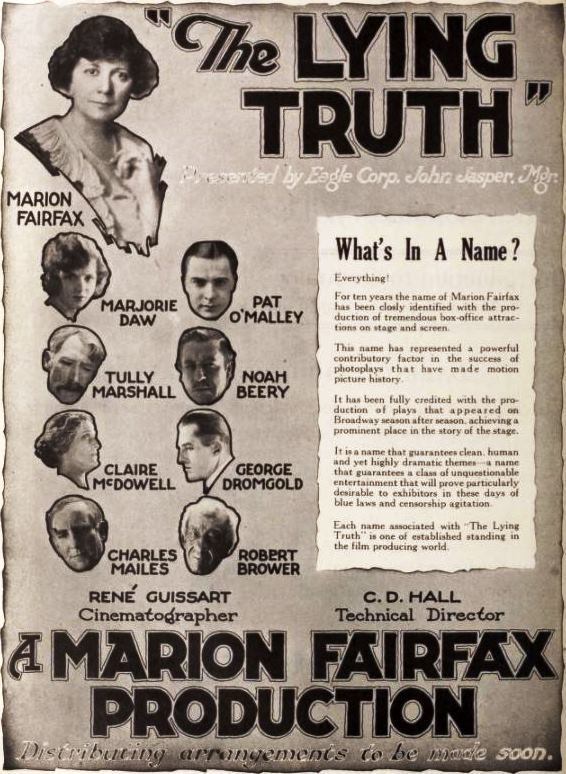
Publicidad de The Lying Truth (1922)

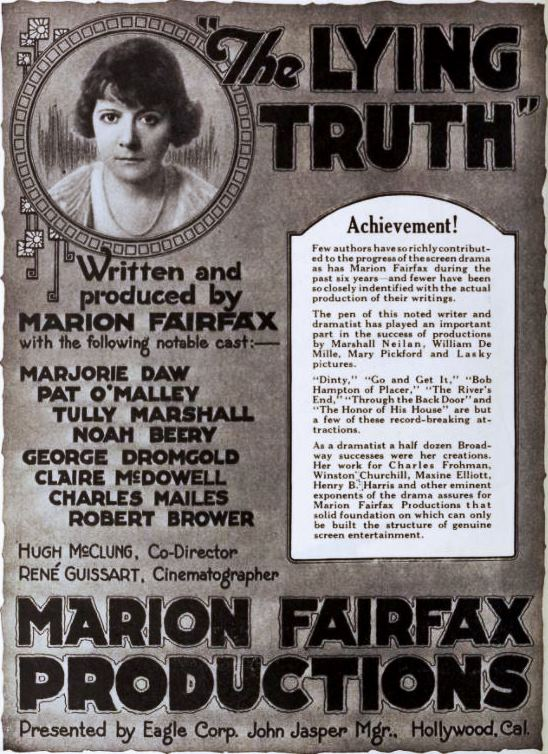
Publicidad de The Lying Truth (1922)

Marion Fairfax (nacida como Marion Neiswanger, 24 de octubre de 1875 – 2 de octubre de 1970) fue una guionista, dramaturga, actriz y productora estadounidense.

## Carrera inicial
Fairfax comenzó su carrera como actriz de teatro, al igual que muchas otras mujeres de la época. En 1901 ya actuaba en Broadway y poco después sus propias obras empezaron a aparecer en Broadway. Antes de dedicarse al cine, era conocida por ser una de las autoras teatrales más destacadas de Estados Unidos, escribiendo éxitos en Broadway como The Builders (1907), The Chaperon (1908), The Talker (1912), A Modern Girl (1914), En 1915, The Lasky Feature Play Company firmó un contrato con Fairfax. Esta oportunidad dio a Fairfax la posibilidad de trabajar a las órdenes de William C. deMille, conocido por ser el autor de muchas obras exitosas como "The Warrens of Virginia" y "The Woman". El éxito de Fairfax se debe al amplio conocimiento de los valores dramáticos, no sólo desde la perspectiva del autor, sino también desde la del artista.
La carrera de productora de Fairfax comenzó en la compañía Paramount. Durante su estancia allí escribió los guiones de múltiples películas exitosas como The Clown, The Honor of His House, The Valley of the Giants, The Westerner, The Sowers, The Immigrant y muchas más. En octubre de 1920 Fairfax renovó un contrato con Marshall Neilan. Tras construir un exitoso currículum con Neilan, que incluía la producción y escritura de guiones de películas como Don't ever marry, The Rivers End, Dinty y Go and Get it, Fairfax se encargó de las siguientes cuatro películas de Neilan. Su primer proyecto se basa en un relato de la revista de Ben Ames Williams titulado Not a Drum Was Heard.

## Marion Fairfax Productions
Después de pasar los primeros años de su carrera con Neilan, Fairfax pronto creó su propia compañía productora en 1921. En este punto de su carrera, Fairfax era conocida por ser una famosa dramaturga y una guionista con gran éxito. Muchas otras mujeres intentaron hacer una carrera en el cine en ese momento, pero fueron Lois Weber y Fairfax las que demostraron que las mujeres podían sobrevivir en la industria cinematográfica. Exhibitors Herald le preguntó a Fairfax sobre el inicio de su propia compañía y ella dijo lo siguiente "La formación de Marion Fairfax Productions no es el resultado de una decisión repentina o una idea de la noche a la mañana. Es la realización de un plan que he estudiado y elaborado durante más de un año. Creo que hay un lugar para la combinación del esfuerzo literario y la presentación cinematográfica, al igual que hay un lugar para la combinación del logro literario y la presentación escénica". Con una nueva productora a su disposición, Fairfax comenzó a trabajar en una película que era muy esperada llamada The Lying Truth, protagonizada por Marjorie Daw, J. Pat O'Malley, Noah Beery, Sr., y su esposo, el actor Tully Marshall. Fue estrenada en julio de 1922, y The Lying Truth fue rápidamente reconocida como una obra maestra.
El éxito de Fairfax con su propia productora le proporcionó suficiente experiencia y credibilidad en la industria cinematográfica para progresar aún más. En septiembre de 1923 fue contratada como guionista de Associated First National Pictures, Inc. La adquisición de Fairfax proporcionó a First National Picture una escritora popular que en aquel momento se estaba especializando en historias originales y adaptaciones de obras de teatro populares. Tras dos años escribiendo para First National Editorial, Fairfax renunció a su puesto para entrar de nuevo en el campo de la producción. Por aquel entonces, Fairfax era una de las dramaturgas más destacadas del teatro de Nueva York y una autora escenógrafa, supervisora editorial y de producción de obras cinematográficas. Su experiencia previa y su éxito al frente de Marion Fairfax Production hicieron que esta transición no supusiera ningún esfuerzo.

## Carrera posterior
No mucho después de su separación con First National Picture Inc. Fairfax formó una alianza con Sam E. Rork que reduciría los costes de producción de dos productores que trabajasen juntos. Idealmente, el plan permitiría a ambos productores tener acceso compartido al personal técnico mediante la programación de la producción. Mientras un productor está cortando una película y preparándose para su siguiente proyecto, el otro estaría utilizando el "personal de rodaje" designado. Este plan de producción dual permite a estos dos productores independientes tener acceso a una organización técnica permanente. Sin tener una asociación dual, estos dos productores lo tendrían muy difícil para costear una función tan imperativa de la producción cinematográfica. En 1926 Fairfax coprodujo The Blonde Saint (1926), pero ésta fue su última película juntó con Rork. Tras haber sufrido una enfermedad, decidió desaparecer de la producción cinematográfica, pero siguió escribiendo para publicaciones periódicas. Fairfax murió el 2 de octubre de 1970.

## Filmografía
- The Chorus Lady (1915)
- Mr. Grex of Monte Carlo (escenario) (1915)
- The Immigrant (escenario) (1915)
- Tennessee's Pardner (escenario) (1915)
- The Blacklist (1916)
- The Sowers (escenario) (1916)
- The Clown (1916)
- Common Ground (1916)
- Anton the Terrible (escenario) (1916)
- The Chaperon (obra) (1916)
- The Primrose Ring (escenario) (1916)
- Freckles (escenario) (1917)
- The Crystal Gazer (escenario) (1917)
- Hashimura Togo (escenario) (1917)
- On the Level (escenario) (1917)
- The Secret Game (escenario) / (guion) / (historia) (1917)
- The Widow's Might (guion) / (historia) (1917)
- The Honor of His House (escenario) / (guion) / (historia) (1918)
- The White Man's Law (escenario) / (historia) (1918)
- Less Than Kin (writer) (1918)
- The Mystery Girl (escenario) (1918)
- The Secret Garden (escenario) (1918)
- You Never Saw Such a Girl (escenario) (1919)
- The Roaring Road (escenario) (1919)
- Putting it Over (guion) (1919)
- A Daughter of the Wolf (guion) (1919)
- Love Insurance (escenario) (1919)
- The Valley of the Giants (guion) (1919)
- The River's End (escenario) (1920)
- Don't Ever Marry (1920)
- Go and Get It (1920)
- Dinty (1920)
- The Mad Marriage (1920)
- Bob Hampton of Place (1921)
- Through the Back Door (1921)
- The Lotus Eater (1921)
- Sherlock Holmes (1921)
- The Lying Truth (guion) / (historia) (1922)
- Fools First (1922)
- The Snowshoe Trail (1922)
- A Lady of Quality (1922)
- Torment (títulos) (1924)
- Lilies of the Field (1924)
- As Man Desires (escenario) (1924)
- The Lost World (guion) (1925)
- The Talker (obra) / (adaptación) (1925)
- Clothes Make the Pirate (adaptación) / (guion) (1925)
- Old Loves and New (adaptación) (1926)
- The Blonde Saint (1926)